# Joseph Attamah
Joseph Larweh Attamah (* 22. Mai 1994 in Accra) ist ein ghanaischer Fußballspieler.

## Karriere

### Verein
Attamah erlernte das Fußballspielen in der Nachwuchsabteilung von Tema Youth und wurde im Sommer 2013 in den Kader der ersten Mannschaft aufgenommen.
Zur Saison 2014/15 wechselte Attamah in die türkische TFF 1. Lig zum Aufsteiger Adana Demirspor. Nach zwei Jahren für Demirspor wurde er im Sommer 2016 vom Erstligisten Istanbul Başakşehir verpflichtet.

### Nationalmannschaft
Attamah spielte 2013 insgesamt sechs Mal für die Ghanaische U-20-Nationalmannschaft. Mit ihr nahm er an der U-20-Fußball-Weltmeisterschaft 2013 und schloss als Turnier als Dritter ab.

## Erfolge
Mit der ghanaischen U-20-Nationalmannschaft
- Dritter der U-20-Weltmeisterschaft: 2013